# George Stephen Morrison
George Stephen Morrison (Rome, 7 gennaio 1919 – Coronado, 17 novembre 2008) è stato un contrammiraglio della Marina degli Stati Uniti e aviatore navale.

## Biografia
George Stephen Morrison incontrò e sposò Clara Virginia Clarke (1919–2005) alle Hawaii nel 1942. Il loro figlio Jim Morrison (in seguito cantante del gruppo rock The Doors) nacque alla fine del 1943 a Melbourne, in Florida, dove vivevano all'epoca mentre erano di stanza alla Naval Air Station Melbourne. Una figlia, Anne Robin Morrison, è nata nel 1947 ad Albuquerque, New Mexico, ed è diventata insegnante di scuola a Thousand Oaks, California, e un figlio, Andrew Lee Morrison, (detto Andy) è nato nel 1948 a Los Altos in California, ed attualmente vive ad Ashburn, Virginia.
La famiglia Morrison discendeva da coloni scozzesi emigrati in America alla fine del XVIII secolo. Di conseguenza, Morrison disse che la sua famiglia era originaria del Ebridi Esterne, e rivendicato la discesa diretta da Robert the Bruce. La famiglia aveva anche origini irlandesi, con radici che risalivano a Contea di Cork.
Morrison entrò nell'Accademia Navale degli Stati Uniti nel 1938. Si laureò nel 1941 e fu incaricato un guardiamarina. Inviato a Hawaii, si unì all'equipaggio del cacciatorpediniere USS Pruitt. Il 7 dicembre 1941, Morrison fu testimone dell'attacco giapponese a Pearl Harbor.
Morrison iniziò l'addestramento al volo nel 1943 presso la Naval Air Station Pensacola, in Florida, si diplomò nella primavera del 1944, e continuò a volare in missioni di combattimento sul Grumman F6F Hellcat. Ha volato in missioni nel teatro del Pacifico per tutta la durata della seconda guerra mondiale. Dopo la fine della guerra prestò servizio come istruttore sui programmi di armi nucleari, mentre durante la guerra di Corea prestò servizio presso il centro operativo congiunto di Seul.  Ciò ha comportato l'assegnazione della Medaglia Stella di Bronzo con il dispositivo "V" per Valore.
Nel novembre 1963, Morrison prese il comando della portaerei di classe Essex USS Bon Homme Richard, nave ammiraglia della quinta divisione portaerei della Prima Flotta nel Pacifico, con sede a San Diego, in California. La quinta divisione portante fu trasferita nella settima flotta quando inviata nel Pacifico occidentale all'inizio del 1964. Il comando di Morrison della Quinta Divisione Portaerei non gli concesse, come talvolta si è supposto, un ruolo significativo nel controverso incidente del Golfo del Tonchino nell'agosto 1964, che aumentò il livello di coinvolgimento degli Stati Uniti nella guerra del Vietnam. La Bon Homme Richard stava navigando lungo la costa del Giappone, da Sasebo a Yokosuka, mentre gli incidenti si verificavano al largo delle coste del Vietnam del Nord.
Nel 1967 Morrison fu promosso contrammiraglio.
Nel WestPac nel 1968 comandò un Task Group che faceva parte della Task Force 77 comandata dal Vice Ammiraglio Ralph Cousins; la USS Hancock servì come nave ammiraglia. Oltre alle operazioni contro le forze comuniste nel Vietnam del Nord, la task force fu dirottata in Corea nel dicembre 1968 per supportare le forze sudcoreane che combattevano gli infiltrati nordcoreani durante il conflitto coreano della zona demilitarizzata. Guidò con successo la Task Force nell'interdizione delle forze comuniste nordcoreane nonostante i tentativi dei cacciatorpediniere della marina sovietica di impedire le operazioni di volo tentando di attraversare il percorso dell'Hancock.
Nel 1972, è stato nominato Comandante delle forze navali Marianas. Come tale, era responsabile degli aiuti umanitari per i rifugiati vietnamiti inviati a Guam dopo il caduta di Saigon nella primavera del 1975.
Morrison fu l'oratore principale alla cerimonia di smantellamento della portaerei Bon Homme Richard, la sua prima nave come ammiraglio, il 2 luglio 1971 a Washington D.C. Suo figlio, il musicista rock Jim Morrison, morì a Parigi all'età di 27 anni il giorno successivo.
Morrison si ritirò dalla Marina nell'agosto 1975 come ammiraglio posteriore.
Morrison non fu mai felice della strada intrapresa di cantante dal figlio Jim, tanto da scoraggiarne più volte l'iniziativa con frasi sprezzanti e denigratorie verso la sua voce. Nel dicembre 1964 fu l'ultima volta che vide suo figlio Jim, quest'ultimo decise di tagliare definitivamente il rapporto con il padre a seguito dell'ennesima lite sul suo futuro di cantante..